# Proserpinus flavofasciata
Proserpinus flavofasciata ist ein Schmetterling (Nachtfalter) aus der Familie der Schwärmer (Sphingidae). Er ist in Nordamerika beheimatet und wird dort auch yellow-banded day sphinx genannt.

## Verbreitung und Lebensraum
Proserpinus flavofasciata kommt an den Rändern und waldfreien Flächen im Inneren von borealen Wäldern und Bergwäldern vor. Die Schwärmer sind quer durch Kanada, südlich bzw. östlich bis Maine und Massachusetts und nördlich bzw. westlich bis Alaska verbreitet. Sie sind im Westen ihres Verbreitungsgebietes sehr viel häufiger.

## Merkmale
Der adulte Schwärmer ist tagaktiv und tritt in einer Mimikry auf, die mit dem plumpen schwarzen Körper und gelben Markierungen an Hummeln erinnert. Die schwarzen Vorderflügel sind mit einem blassen Band versehen, die Hinterflügel mit einem auffällig gelben Band. Flugzeiten sind im Spätfrühling und Frühsommer.
Die Raupen entwickeln sich über mehrere Larvenstadien, die sich im Aussehen extrem unterscheiden. Das vorletzte Stadium ist blass grün mit zwei blassen Seitenstreifen und einem kurzen Horn am Schwanzende. Das letzte Stadium ist braun mit schwarzen Punkten und hat anstelle des Horns einen weißgeränderten schwarzen Fleck.

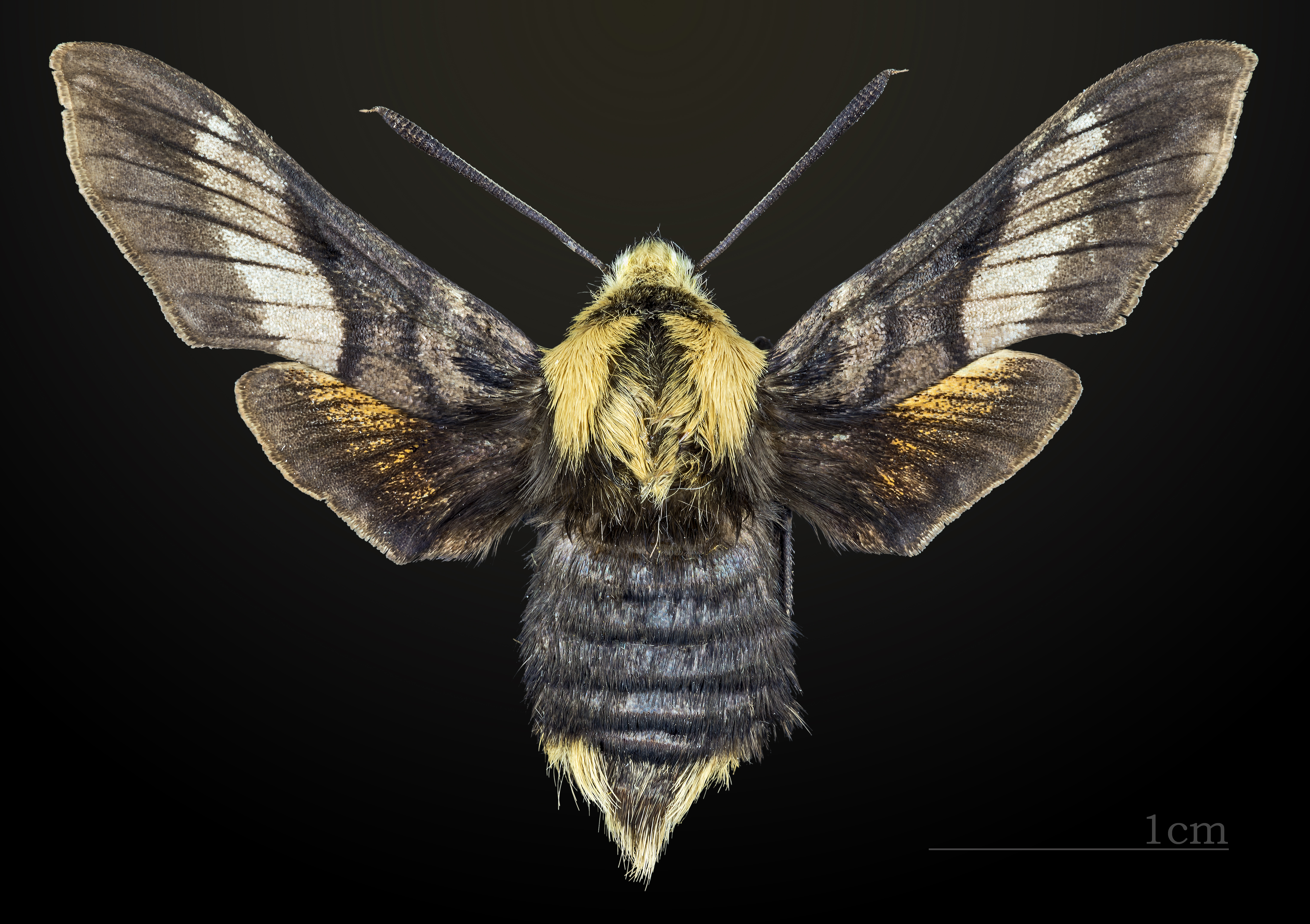
Dorsal
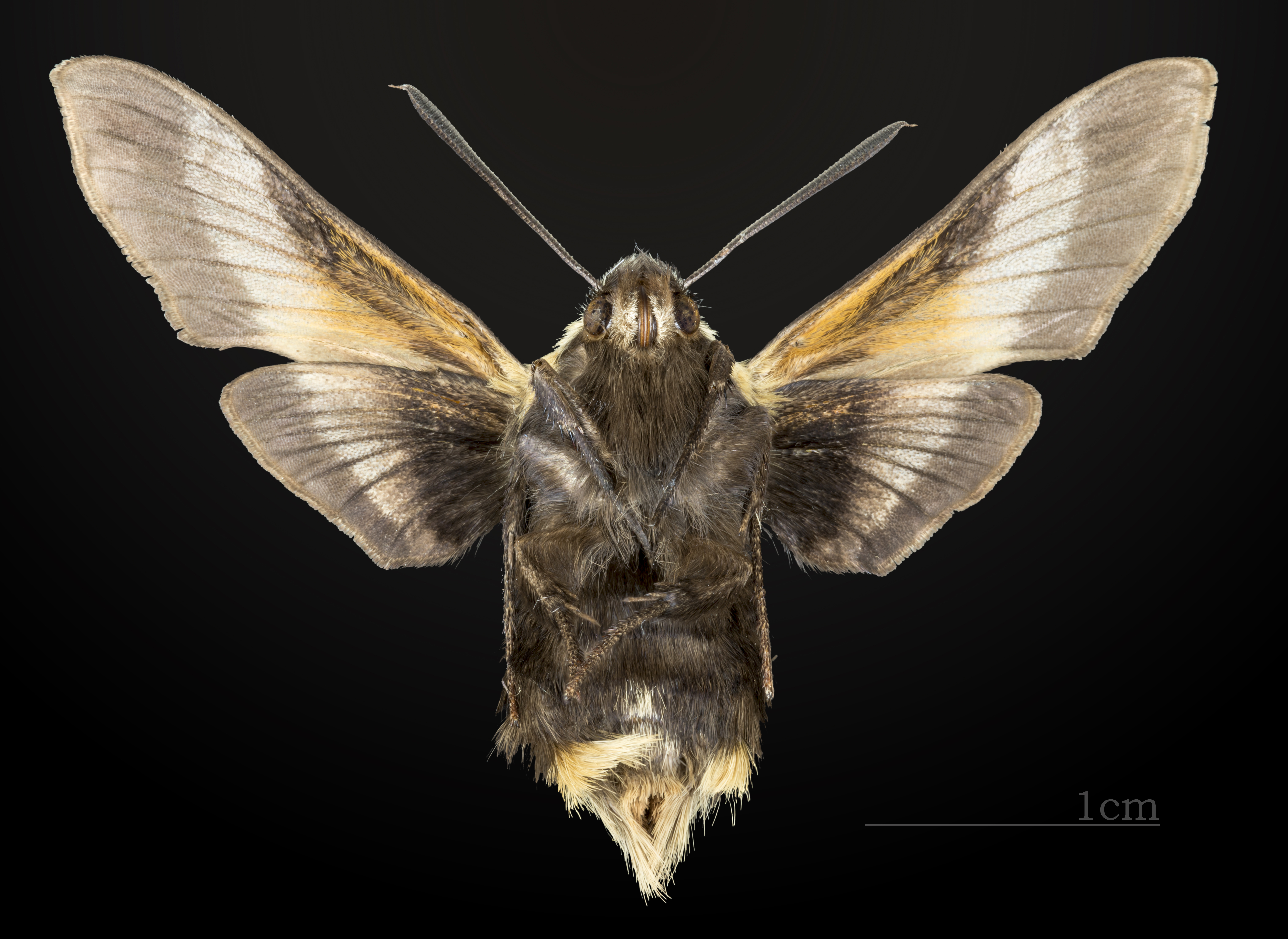
Ventral

## Lebensweise
Die Raupen fressen an verschiedenen Epilobium und Rubus-Arten, z. B. Rubus parviflorus. Die Art überwintert als Puppe im Boden.

## Taxonomie
Folgende Synonyme sind für Proserpinus flavofasciata (Walker, 1856) bekannt: Macroglossa flavofasciata Walker, 1856; Macroglossa ulalume Strecker, 1878; Lepisesia ulalume var. rachel Bruce, 1901.